# شو لا (آریزونا)
شو لا (به انگلیسی: Show Low) شهری در شهرستان ناواهو ایالت آریزونا است که در سرشماری سال ۲۰۱۰ میلادی، ۱۰٬۶۶۰ نفر جمعیت داشته است. شو لا، به‌طور رسمی در تاریخ ۱۹۵۳ میلادی به‌عنوان یک شهر شناخته شد.